# Karl Johann Braun von Braunthal

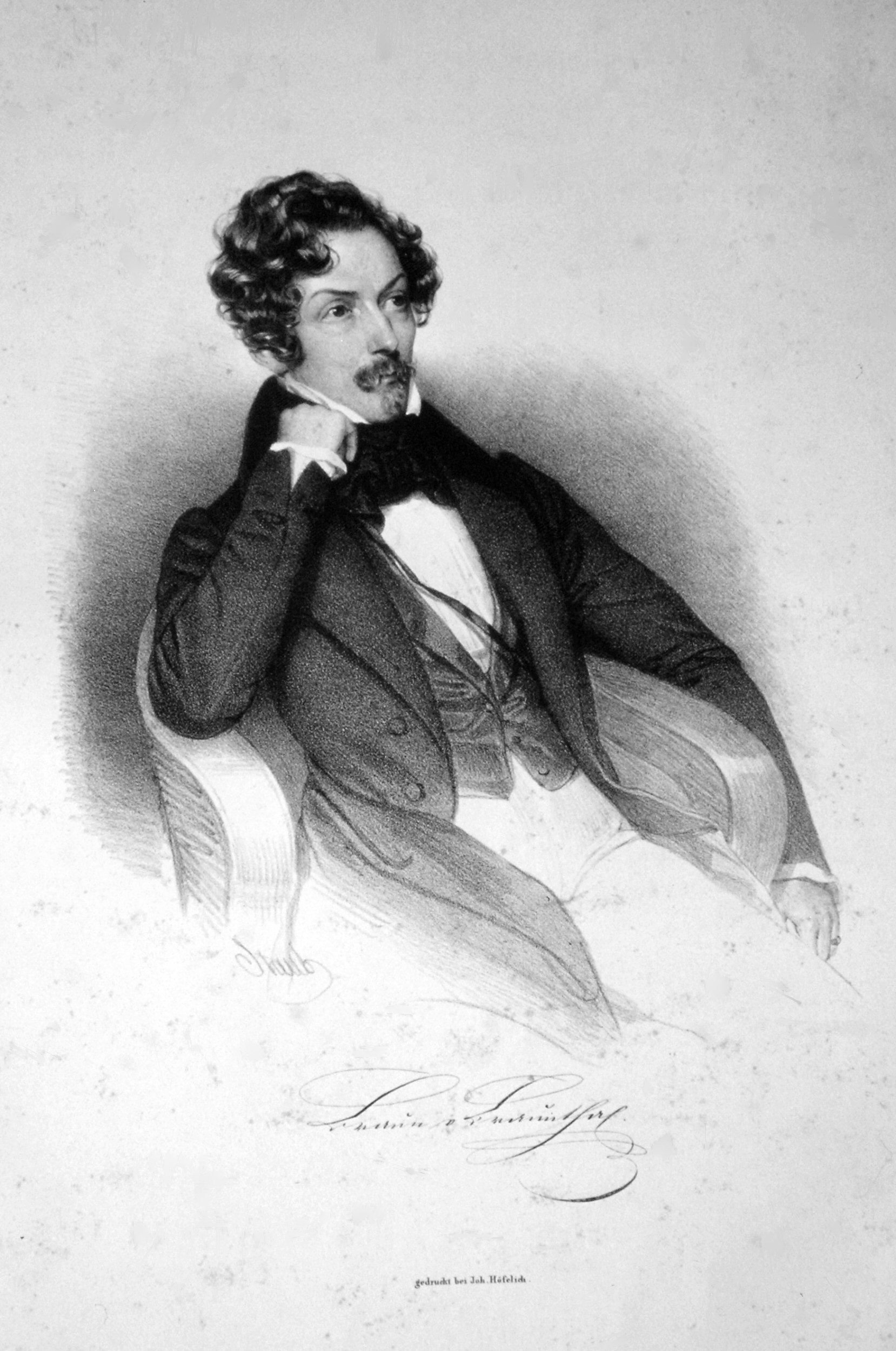
Karl Johann Braun von Braunthal, Lithographie von Andreas Staub, um 1830.

Karl Johann Braun von Braunthal (auch Karl Johann Braun Ritter von Braunthal; * 6. Juni 1802 in Eger; † 26. November 1866 in Wien) war ein österreichischer Schriftsteller.
Braun war unter anderem als Archivar des Fürsten Colloredo-Mannsfeld in Opotschno, Böhmen tätig. Bekannt ist er als Verfasser des Librettos von Conradin Kreutzers romantischer Oper Das Nachtlager in Granada nach dem Schauspiel von Friedrich Kind. Darüber hinaus verfasste er auch eine Tragödie mit dem Titel Faust (Leipzig 1835).